# Altstädter Rathaus (Dresden)

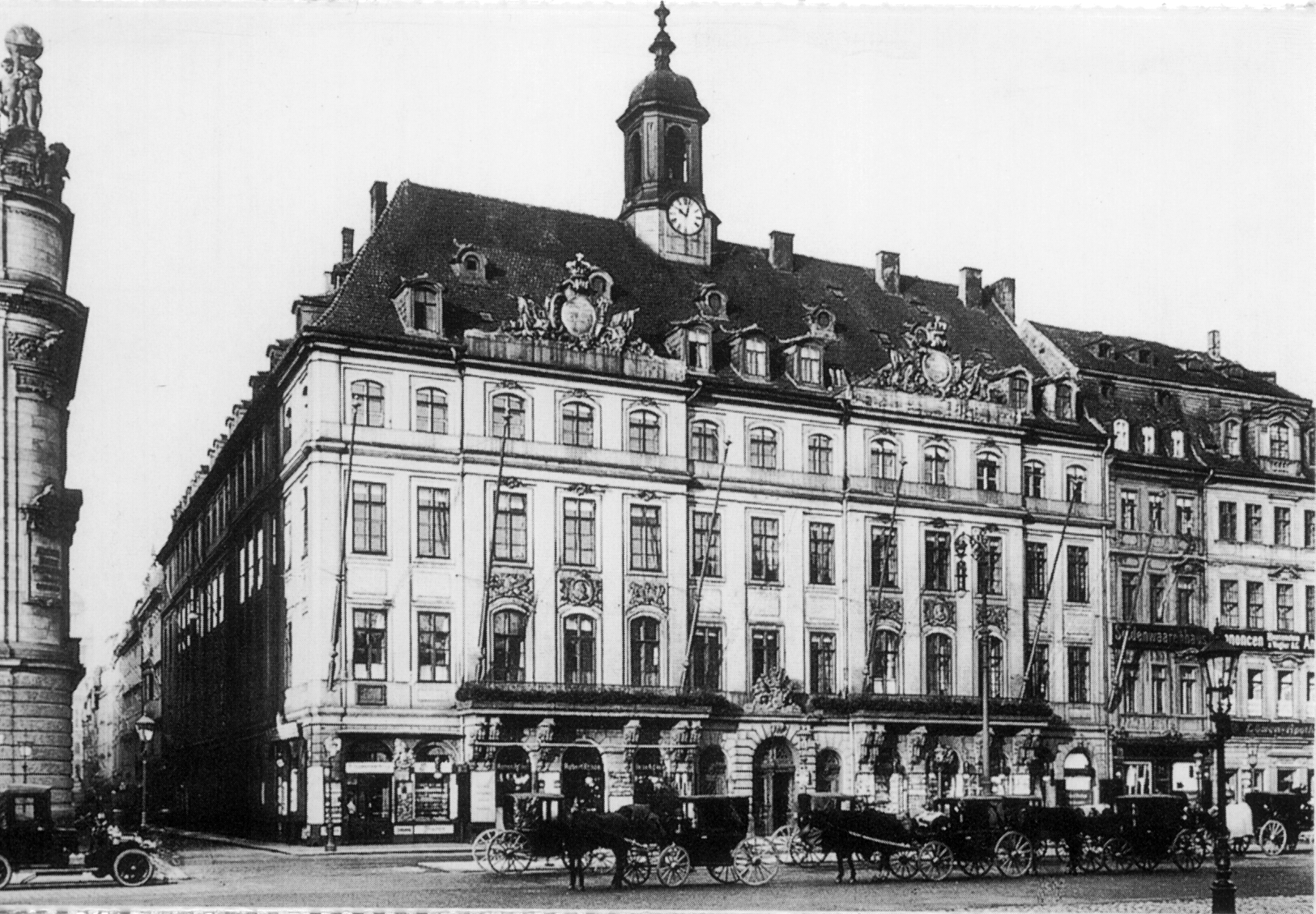
Rathaus am Dresdner Altmarkt, 1910.

Entwurf zur Fassade des Altstädter Rathauses von Johann Christoph Knöffel

Das Altstädter Rathaus war der historische Sitz des Dresdner Rats am Altmarkt. Namentlich hob sich das in der Inneren Altstadt gelegene Rathaus von jenem auf der anderen Elbseite, dem Neustädter Rathaus ab, das auch nach der Eingemeindung Altendresdens eine städtische Nutzung erfuhr. Seit der Errichtung des Neuen Rathauses (1905–1910) wurde das Altstädter Rathaus nurmehr als „Altes Rathaus“ bezeichnet.

## Geschichte

Altstädter Rathaus, Fassadendetails

Das älteste bekannte Rathaus Dresdens stand an der Nordwestecke des Altmarkts.
Nachdem das Gebäude 1707 abgebrochen werden musste und das zunächst bezogene Beuchlingsche Haus nur ein Provisorium bzw. Zwischennutzung sein sollte, erwarb der Rat mit Zustimmung des Kurfürsten Friedrich August I. an der Westseite des Marktes das gräflich Taubische Haus an der Ecke Scheffelgasse (ehemals Große Webergasse) und bezog dieses 1709. Wegen Baufälligkeit des Gebäudes wurden bereits 1729 Reparaturen in größerem Umfang erforderlich und wegen Baufälligkeit 1740 ein Abriss-Neubau notwendig, der an gleicher Stelle erfolgen sollte. Der Rat kaufte 1740 das Leporinische Haus hinzu, das sich westlich an der Scheffelgasse anschloss. Der Kurfürst erließ überdies den Befehl, dass das sich nördlich am Altmarkt anschließende Döringsche Haus in die Neugestaltung einzubeziehen ist, das ebenfalls abzureißen war, und dass die entstehende Fassade beide Häuser umfassen solle. Johann Christoph Knöffel lieferte den Entwurf, der 1741 bis 1745 vom Ratsmaurermeister Johann Gottfried Fehre ausgeführt wurde.
1765 bekam der Dachreiter eine Uhr und zwei Glocken für den Viertelstunden- und den Stundenschlag. 1861 gelang dem Rat nach jahrzehntelangen Verhandlungen der Erwerb des ehemals Döringschen, jetzt Künzelschen Hauses und baute, nachdem es in den Verwaltungssitz mit einbezogen werden konnte, das Rathaus im Inneren um. Der Haupteingang wurde in die Mitte des Gebäudes gelegt und eine repräsentative Haupttreppe führte nunmehr zu den einzelnen Etagen. Dieser Umbau war unter Beibehaltung der Knöffelschen Fassade zum Altmarkt 1865 abgeschlossen.
Nachdem die Verwaltungsstellen der Stadt Dresden in das fertiggestellte Neue Rathaus umgezogen waren, nutzte ab dem 1. Oktober 1910 die erst 1906 gegründete Städtische Straßenbahn zu Dresden (bzw. ihre Nachfolgeunternehmen) das Gebäude: Alle bis dahin dezentral untergebrachten Verwaltungsstellen fanden hier ihren Platz. Die Nutzung endete mit der Zerstörung Dresdens in den Angriffen des 13.–15. Februar 1945.

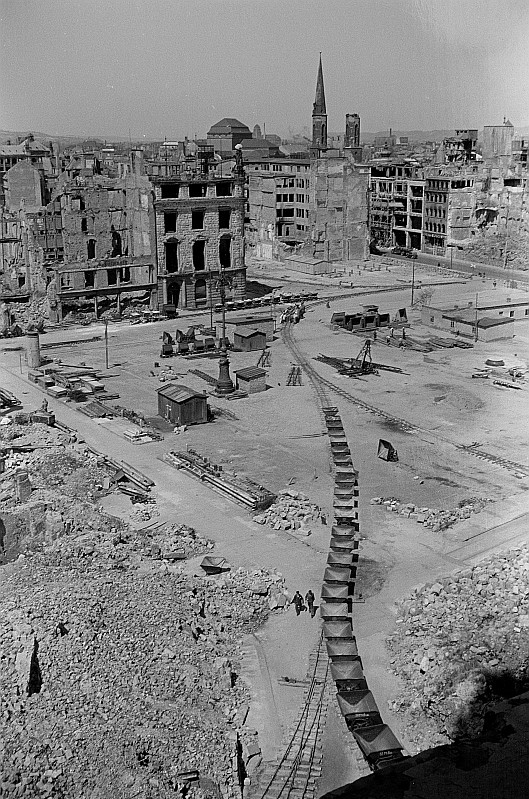
Blick von der Kreuzkirche zur westlichen Altmarktseite (1950): Die Loren der Trümmerbahn zeigen auf die Ruine eines dreiachsigen Gebäudes. Links davon stand das Alte Rathaus, das hier bereits weitgehend abgetragen ist.

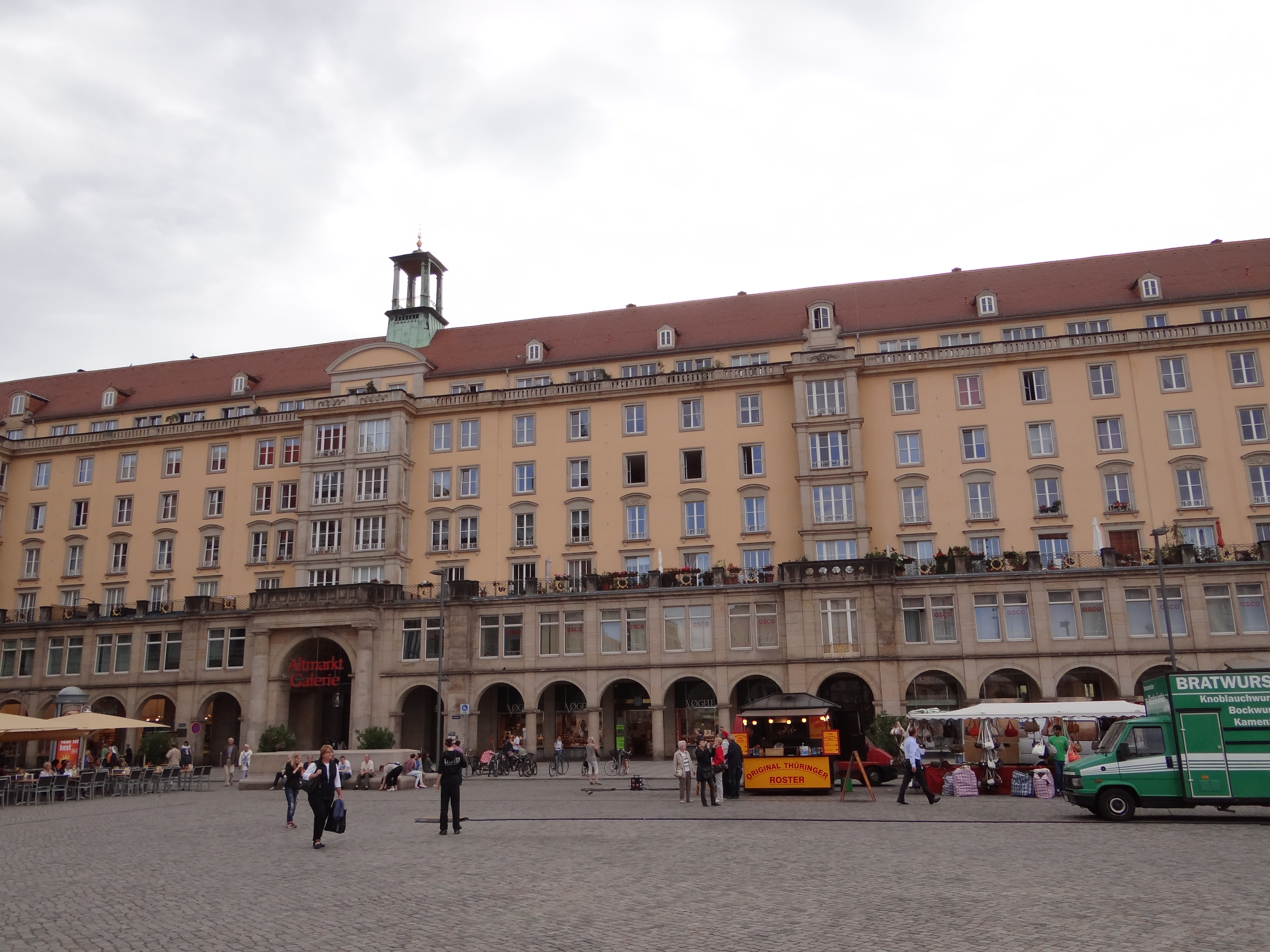
An den Nachfolgebauten der 1950er Jahre ist in etwa der Standort des Altstädter Rathauses durch das Dachtürmchen markiert. Auch das Haus Altmarkt auf der gegenüberliegenden Seite nimmt teilweise die Formensprache des Rathauses auf.

Das Gebäude wurde im Zweiten Weltkrieg beschädigt, so dass die Rekonstruktion laut einer 1946 erfolgten Schätzung 1,3 Millionen RM gekostet hätte. Kurt W. Leucht äußerte in einer Besprechung vom 3. November 1948 im Landesamt für Denkmalpflege, dass er aufgrund der Beschädigung eine Rekonstruktion für unmöglich halte. Einer beabsichtigten Bergung der historisch wertvollen Balkongitter im Februar 1949 kamen Diebe zuvor. Die Ruine wurde schließlich „Opfer der Altmarktenttrümmerung nach 1949“.

## Architektur
Die Fassade des Neubaus war dreizehn Achsen lang und durch zwei dreifenstrige Vorlagen gegliedert. Die ersten beiden Obergeschosse erhoben sich über einem putzgequaderten Sockelgeschoss (Nutung) und waren durch Lisenen zusammengefasst, das darauf befindliche dritte Obergeschoss – ein Halbgeschoss, dessen Fenster Stichbogenabschlüsse aufwiesen – war durch ein breites Gurtgesims von den beiden unteren Geschossen getrennt.
Besonders die dekorativen Schmuckstücke wie Balkone und Trophäenschmuck der Risalite erschienen laut Fritz Löffler als „charakteristisch für Knöffel“.
Besonders betont wurden die beiden seitlichen dreifenstrigen Risalite. Über den Rundbogenfenstern des ersten Geschosses befanden sich Kartuschen, in denen in goldenen Lettern „Soli Deo Gloria“ (Allein zur Ehre Gottes) bzw. „Salus publica suprema Lex“ (Das Wohl des Volkes ist oberstes Gesetz (so Lauffer), korrekt aber: Das öffentliche Wohl ist oberstes Gesetz) zu lesen war. Sie waren mit dekorativem Schmuck und Medaillons des Kurfürsten Friedrich August I. und seiner Gemahlin Maria Josepha von Johann Benjamin Thomae geschmückt. Vor den Fenstern des ersten Geschosses der Risalite befanden sich vorkragende Balkone mit vergoldeten schmiedeeisernen Gitterwerken. Des Weiteren waren die Risalite in der Dachzone mit Kartuschen, Trophäenschmuck und königlichem Wappen geschmückt, die auf einem breiten Sockel in der Dachzone aufgesetzt waren. Auf dem Dach befand sich ein zierlicher Dachreiter, der 1765 mit Uhr ergänzt wurde.

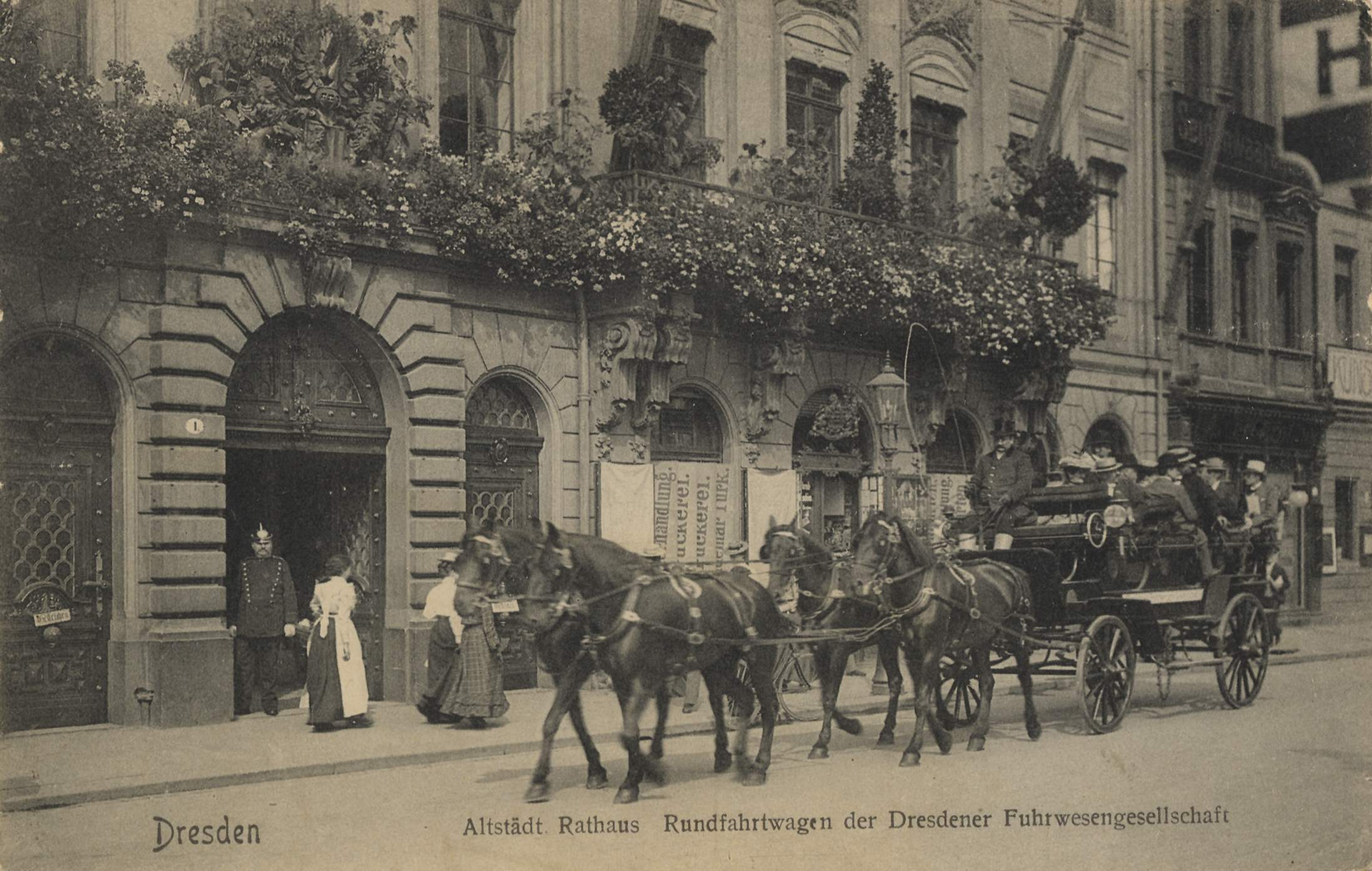
Erdgeschoss des Rathauses, um 1900
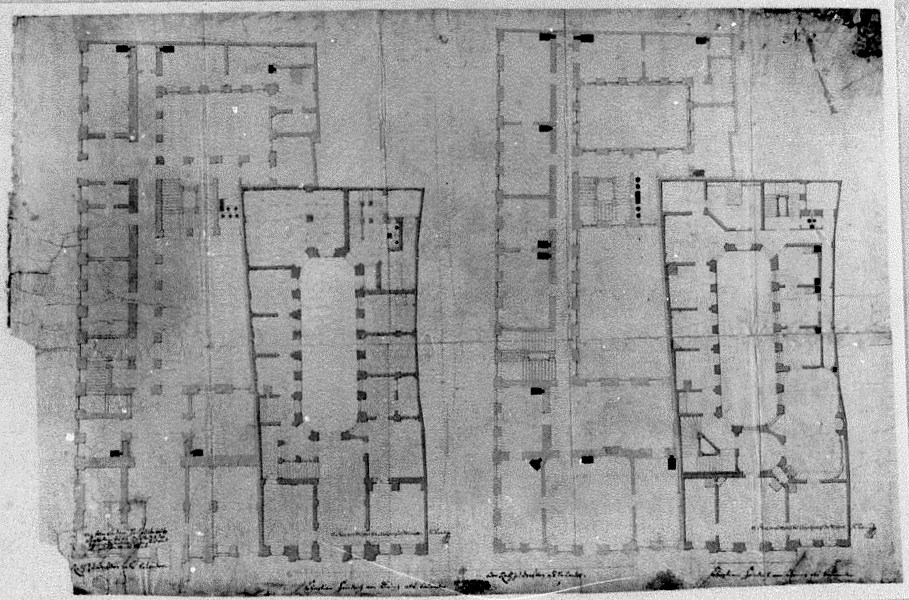
Grundriss des Altstädter Rathauses von Johann Christoph Knöffel, nach oben das ehemalige Leporinische Haus im Grundriss noch sichtbar, rechts das nicht in die Rathausnutzung einbezogene Döringsche Haus

## Kunstgeschichtliche Bedeutung
Laut Fritz Löffler zählte „Knöffels Fassade zum Rathaus […] zu seinen besten Werken“. Laut der Liste „Kunsthistorisch wertvoller Gebäude in der Stadt Dresden – Befund nach dem Terrorangriff vom 13. Februar 1945, aufgestellt von der Städtischen Bauverwaltung – Baurat Rühle“ wurde der Profanbau als „Altes Rathaus am Altmarkt“ bezeichnet und als ein im städtischen Besitz befindliches Baudenkmal aufgeführt.